# Pere de Vilagut
Pere de Vilagut (? - 1449) fou un noble empordanès, senyor de Sant Mori, fill de Bernat de Vilagut i germà d'un altre Bernat de Vilagut, Guillem de Vilagut i el castellà d'Amposta fra Joan de Vilagut.
Les primeres dades que tenim de Pere de Vilagut és que participava en les campanyes italianes del rei Alfons V durant la dècada de 1420, juntament amb els seus germans. Però a ell li interessà molt més ser el protagonista de diferents fets d'armes al Principat en el que s'anomenava guerra privada i que era un dels privilegis dels nobles, així el 1428 el rei li ha de fer un requeriment per tal que retorni a l'ordre i no faci més malvestats.
El 1429 ja apareix com a senyor del castell de Sant Mori, per tant els seus germans Bernat i Guillem ja devien ser morts. L'any següent el rei demanava a fra Vilagut que intentés controlar el seu germà Pere davant la bandositat que aquest tenia amb Bernat Senesterra, un altre noble empordanès, veí dels Vilagut. El conflicte amb Senesterra va ser llarg i continuat, el 1435 Pere enderrocava un molí a Castelló d'Empúries i es passejava per aquesta vila com si en fos l'amo, quan era Bernat Senesterra el procurador del comtat d'Empúries i qui n'havia de tenir cura. El 1444 el rei Alfons, des d'Itàlia tornava a fer un requeriment per tal que els familiars del castellà d'Amposta, fra Vilagut, fessin cas a les seves ordres a canvi d'una amnistia per tots els delictes comessos. Entre aquests familiars hi havia, òbviament, Pere de Vilagut, i també fra Bernat Hug de Rocabertí, personatge emparentat amb els Vilagut, com veurem tot seguit.
Una de les darreres dades que tenim d'aquest noble és que el 1449 va tenir un dur enfrontament armat amb Bernat Senesterra en un camí ral que no s'especifica. El resultat fou d'allò més dramàtic, Bernat Senesterra morí i Pere de Vilagut potser també morí d'aquesta feta, ja que poc temps després consta com a mort i ho feia sense descendència.
Pere de Vilagut es casà en una data no determinada amb Joana de Rocabertí, membre de la família dels barons de Maçanet de Cabrenys, concretament era filla de Guillem Hug de Rocabertí i Francesca d'Erill i germana de Dalmau de Rocabertí i d'Erill, Pere de Rocabertí i fra Bernat Hug de Rocabertí. Tot i que l'herència li pertocava a Joana, aquesta passà a Pere de Rocabertí, que es convertí en el nou senyor de Sant Mori.